# الدیلکارو
الدیلکارو (به اسپانیایی: Aldealcorvo) یک شهرستان در اسپانیا است که در سگبیا واقع شده‌است.